# 세바스티안 카세레스
세바스티안 엔소 카세레스 라모스 (Sebastián Enzo Cáceres Ramos, 1999년 8월 18일 ~ )는 우루과이의 축구 선수이며, 아메리카에서 센터백으로 뛰고 있다.